# Comuna Hlebine, Koprivnica-Križevci
Hlebine este o comună în cantonul Koprivnica-Križevci, Croația, având o populație de 1.304 locuitori (2011).

## Demografie
Componența etnică a comunei Hlebine
     Croați (97,47%)
     Romi (1,99%)
     Necunoscut (0%)
     Neclasificat (0,46%)
Componența confesională a comunei Hlebine
     Catolici (98,08%)
     Necunoscută (1%)
     Alte religii (0,92%)
Conform recensământului din 2011, comuna Hlebine avea 1.304 locuitori. Din punct de vedere etnic, majoritatea locuitorilor (97,47%) erau croați, cu o minoritate de romi (1,99%). Din punct de vedere confesional, majoritatea locuitorilor (98,08%) erau catolici. Pentru 1,0% din locuitori nu este cunoscută apartenența confesională.